# Peter Josef von Rüding
Peter Josef von Rüding (* 4. November 1783 in Mainz; † 25. Dezember 1863 in Bensheim) war ein hessischer Land- und Kreisrat.

## Familie
Josef von Rüding war der Sohn des großherzoglich-hessischen Regierungsrates und Amtmanns im Amt Gernsheim, Johann Georg Manuel Ignaz Rüding, und dessen Frau Maria Theresia, geborene Freundschlicht. Die Familie war römisch-katholisch.
Josef von Rüding wurde am 31. Januar 1810 in Paris durch Fürstprimas Karl Theodor von Dalberg in den Adelsstand erhoben. 1837 erfolgte die Adelsanerkennung durch Großherzog Ludwig II.
Josef von Rüding heiratete Maria Theresia Rosina Johanna, geborene von Gülich (1775–1857), Tochter des Reichskammergerichts-Advokaten und Prokurators Johann Philipp von Gülich und von Maria Anna Johanna Nepomucena Rüding. Für Maria Theresia von Gülich war dies bereits die zweite Ehe. Aus der Ehe von Josef von Rüding und Maria Theresia Rosina Johanna ging als gemeinsamer Sohn Egid Joseph Carl von Rüding (1814–1867) hervor, Kreisrat in einer Reihe von Kreisen des Großherzogtums Hessen.

## Karriere
Josef von Rüding wurde 1807 Justiz- und Rentamtsverwalter des Amtes Gernsheim. 1821 wurde er zum Landrat des Landratsbezirks Bensheim ernannt, ein Amt, das er bis 1832 ausführte. Er war damit erster und einziger Landrat des Landratsbezirk Bensheim und wurde nach der Gebiets- und Verwaltungsreform 1832 Kreisrat des Kreises Bensheim. Im Zuge der Revolution von 1848 im Großherzogtum Hessen wurden die Kreise abgeschafft und durch Regierungsbezirke ersetzt. Mit diesem Umbruch wurde Josef von Rüding pensioniert.

## Ehrungen
- 1838 Ritterkreuz I. Klasse des Ludewigs-Ordens[2]
- 1846 Ehrenbürger von Bensheim[1]
- 1850 Regierungsrat[1]
- 1857 Ehrenbürger von Gernsheim[1]
- 1857 Komturkreuz II. Klasse des Verdienstordens Philipps des Großmütigen[1]